# Llista de topònims de Cerdanyola del Vallès
Llista de topònims (noms propis de lloc) del municipi de Cerdanyola del Vallès, al Vallès Occidental
Informació actualitzada per un bot. Els canvis manuals es perdran quan s'actualitzi!

## aqüeducte
| imatge | Nom                                       | Ubicat a              | instància de   | Detalls                     | coordenades                                                                                | Protecció                                  | Commons (més fotos)    | Dades a WD                    |
| ------ | ----------------------------------------- | --------------------- | -------------- | --------------------------- | ------------------------------------------------------------------------------------------ | ------------------------------------------ | ---------------------- | ----------------------------- |
|        | aqüeducte de Canaletes                    | Cerdanyola del Vallès | aqüeducte pont | Estil: arquitectura popular | 41° 28′ 48″ N, 2° 08′ 54″ E / 41.480126°N,2.148311°E ca:Prop de la Masia Canaletes 66 msnm | bé integrant del patrimoni cultural català | Aqüeducte de Canaletes | Modifica les dades a Wikidata |
|        | mina d'aigua i aqüeducte de Can Canaletes | Cerdanyola del Vallès | aqüeducte      |                             |                                                                                            | bé integrant del patrimoni cultural català |                        | Modifica les dades a Wikidata |

## arbre singular
| imatge | Nom                                 | Ubicat a              | instància de   | Detalls                              | coordenades                                          | Protecció | Commons (més fotos) | Dades a WD                    |
| ------ | ----------------------------------- | --------------------- | -------------- | ------------------------------------ | ---------------------------------------------------- | --------- | ------------------- | ----------------------------- |
|        | pollancre de la Riera de Sant Cugat | Cerdanyola del Vallès | arbre singular | Taxon: pollancre ver (Populus nigra) | 41° 29′ 08″ N, 2° 07′ 25″ E / 41.485608°N,2.1237°E   |           |                     | Modifica les dades a Wikidata |
|        | roure del Blauet                    | Cerdanyola del Vallès | arbre singular |                                      | 41° 29′ 41″ N, 2° 06′ 09″ E / 41.49469°N,2.102492°E  |           |                     | Modifica les dades a Wikidata |
|        | surera de Cordelles                 | Cerdanyola del Vallès | arbre singular | Taxon: alzina surera (Quercus suber) | 41° 29′ 42″ N, 2° 08′ 09″ E / 41.495064°N,2.135834°E |           |                     | Modifica les dades a Wikidata |

## carretera
| imatge | Nom   | Ubicat a | instància de                           | Detalls     | coordenades                                          | Protecció | Commons (més fotos) | Dades a WD                    |
| ------ | ----- | --- | -------------------------------------- | ----------- | ---------------------------------------------------- | --------- | ------------------- | ----------------------------- |
|        | B-30  | Barberà del Vallès Cerdanyola del Vallès Rubí Sant Cugat del Vallès                                                | carretera                              | Llarg: 32km | 41° 29′ 19″ N, 2° 04′ 20″ E / 41.48868°N,2.07231°E   |           |                     | Modifica les dades a Wikidata |
|        | N-150 | Vallès Occidental Nou Barris Montcada i Reixac Ripollet Cerdanyola del Vallès Barberà del Vallès Sabadell Terrassa | carretera carretera nacional d'Espanya | Llarg: 25km | 41° 29′ 22″ N, 2° 09′ 12″ E / 41.489553°N,2.153261°E |           | N-150               | Modifica les dades a Wikidata |

## casa
| imatge | Nom                                               | Ubicat a              | instància de | Detalls                                                                                                   | coordenades | Protecció                                  | Commons (més fotos)                                         | Dades a WD                    |
| ------ | ------------------------------------------------- | --------------------- | ------------ | --- | --- | ------------------------------------------ | ----------------------------------------------------------- | ----------------------------- |
|        | Ca l'Amorós                                       | Cerdanyola del Vallès | casa         | Estil: noucentisme                                                                                        | 41° 29′ 23″ N, 2° 08′ 26″ E / 41.489732°N,2.14044°E ca:Torres i Bages, 5                                                                          | bé integrant del patrimoni cultural català | Ca l'Amorós (Cerdanyola del Vallès)                         | Modifica les dades a Wikidata |
|        | Can Cabot                                         | Cerdanyola del Vallès | casa         | Estil: arquitectura eclèctica                                                                             | 41° 29′ 24″ N, 2° 08′ 09″ E / 41.490105°N,2.1357°E                                                                                                | bé integrant del patrimoni cultural català | Can Cabot (Cerdanyola del Vallès)                           | Modifica les dades a Wikidata |
|        | Can Riera                                         | Cerdanyola del Vallès | casa         | Estil: noucentisme 20th century                                                                           | 41° 28′ 53″ N, 2° 07′ 58″ E / 41.481383°N,2.132728°E ca:Av. Flor de Maig, 99-111 96 msnm                                                          | bé integrant del patrimoni cultural català | Can Riera (Cerdanyola del Vallès)                           | Modifica les dades a Wikidata |
|        | Casa Agustí Bricall                               | Cerdanyola del Vallès | casa         | Estil: noucentisme 20th century                                                                           | 41° 29′ 00″ N, 2° 07′ 57″ E / 41.4833°N,2.13243°E ca:Av. Flor de Maig, 80 75 msnm                                                                 | bé integrant del patrimoni cultural català | Casa Agustí Bricall                                         | Modifica les dades a Wikidata |
|        | Casa Carles Socias                                | Cerdanyola del Vallès | casa         | Arquitecte: Eduard Maria Balcells i Buïgas Estil: arquitectura modernista 1909                            | 41° 29′ 38″ N, 2° 08′ 37″ E / 41.493978°N,2.143503°E ca:Rambla Montserrat, 7                                                                      | bé integrant del patrimoni cultural català | Casa Carles Socias                                          | Modifica les dades a Wikidata |
|        | Casa Diviu                                        | Cerdanyola del Vallès | casa         | Arquitecte: Eduard Maria Balcells i Buïgas Estil: historicisme arquitectònic arquitectura modernista 1905 | 41° 29′ 30″ N, 2° 08′ 26″ E / 41.4917°N,2.14055°E ca:Passeig Cordelles, 7                                                                         | bé integrant del patrimoni cultural català | Casa Diviu                                                  | Modifica les dades a Wikidata |
|        | Casa Joan Vergés (Villa Pilar)                    | Cerdanyola del Vallès | casa         | Estil: noucentisme                                                                                        | 41° 28′ 44″ N, 2° 07′ 54″ E / 41.4788703918457°N,2.1317920684814453°E ca:Provença, 2                                                              |                                            |                                                             | Modifica les dades a Wikidata |
|        | Casa Llopis                                       | Cerdanyola del Vallès | casa         | Estil: arquitectura eclèctica                                                                             | 41° 29′ 26″ N, 2° 08′ 10″ E / 41.4905°N,2.13621°E ca:Sant Ramon, 128-130                                                                          | bé integrant del patrimoni cultural català | Casa Llopis                                                 | Modifica les dades a Wikidata |
|        | Casa Mercè Garriga d'Arquer                       | Cerdanyola del Vallès | casa         | Estil: arquitectura modernista                                                                            | 41° 29′ 33″ N, 2° 08′ 46″ E / 41.4925°N,2.1461111111111°E ca:Avinguda Catalunya, 23                                                               | bé integrant del patrimoni cultural català | Casa Mercè Garriga d'Arquer                                 | Modifica les dades a Wikidata |
|        | Casa Mimó                                         | Cerdanyola del Vallès | casa         | Estil: arquitectura modernista Anomenat per: Mimó                                                         | 41° 29′ 22″ N, 2° 08′ 11″ E / 41.489374°N,2.136379°E ca:Plaça Sant Ramon, 7                                                                       | bé integrant del patrimoni cultural català | Casa Mimó                                                   | Modifica les dades a Wikidata |
|        | Casa Miquel Brugarolas                            | Cerdanyola del Vallès | casa         | Arquitecte: Eduard Maria Balcells i Buïgas Estil: modernisme català Estat: enderrocat o destruït          | ca:Plaça Enric Granados - Santa Anna |                                            | Casa Miquel Brugarolas                                      | Modifica les dades a Wikidata |
|        | Casa Mongay                                       | Cerdanyola del Vallès | casa         | Arquitecte: Eduard Maria Balcells i Buïgas Estil: arquitectura modernista                                 | 41° 29′ 28″ N, 2° 08′ 22″ E / 41.491002°N,2.139453°E ca:Carrer Sant Martí, 77                                                                     | bé integrant del patrimoni cultural català | Casa Mongay                                                 | Modifica les dades a Wikidata |
|        | Casa Moruna                                       | Cerdanyola del Vallès | casa         | Estil: historicisme arquitectònic Estat: enderrocat o destruït                                            | 41° 29′ 35″ N, 2° 08′ 51″ E / 41.492989°N,2.147509°E                                                                                              | bé integrant del patrimoni cultural català | Casa Moruna                                                 | Modifica les dades a Wikidata |
|        | Casa Vinyes                                       | Cerdanyola del Vallès | casa         | Arquitecte: Rafael Masó i Valentí 1929                                                                    | 41° 29′ 19″ N, 2° 07′ 02″ E / 41.4886718°N,2.1171257°E                                                                                            |                                            |                                                             | Modifica les dades a Wikidata |
|        | Casa parroquial                                   | Cerdanyola del Vallès | casa         | Arquitecte: Eduard Maria Balcells i Buïgas Estil: arquitectura modernista 1908                            | 41° 29′ 29″ N, 2° 08′ 23″ E / 41.491388888889°N,2.1397222222222°E ca:Plaça Abat Oliba ca:Plaça de l'Abat Oliva                                    | bé integrant del patrimoni cultural català | Casa rectoral de Cerdanyola del Vallès                      | Modifica les dades a Wikidata |
|        | Cases Joan Aloy                                   | Cerdanyola del Vallès | casa         | Arquitecte: Enric Matas i Ramis Estil: arquitectura modernista 1916                                       | 41° 29′ 40″ N, 2° 08′ 35″ E / 41.494444444444°N,2.1430555555556°E ca:Carrer Sant Francesc, 11-19                                                  | bé integrant del patrimoni cultural català | Cases Joan Aloy                                             | Modifica les dades a Wikidata |
|        | Cases modernistes del carrer Prat de la Riba      | Cerdanyola del Vallès | casa         | Estil: modernisme català                                                                                  | 41° 29′ 43″ N, 2° 08′ 50″ E / 41.495243072509766°N,2.1472740173339844°E ca:Prat de la Riba, 42-44 / 54-58 / 60 i Mare de Déu de Montserrat, 35-37 |                                            |                                                             | Modifica les dades a Wikidata |
|        | Conjunt d'habitatges a la rambla Montserrat, 8-10 | Cerdanyola del Vallès | casa         | Estil: arquitectura modernista Estat: enderrocat o destruït                                               | 41° 29′ 38″ N, 2° 08′ 38″ E / 41.494012°N,2.143868°E ca:Rambla Montserrat, 8-10                                                                   | bé integrant del patrimoni cultural català |                                                             | Modifica les dades a Wikidata |
|        | Habitatge unifamiliar a l'avinguda Catalunya, 50  | Cerdanyola del Vallès | casa         | Estil: arquitectura eclèctica Estat: enderrocat o destruït                                                | 41° 29′ 35″ N, 2° 08′ 43″ E / 41.492979°N,2.145362°E                                                                                              | bé integrant del patrimoni cultural català |                                                             | Modifica les dades a Wikidata |
|        | Habitatges Sert                                   | Cerdanyola del Vallès | casa         | | 41° 30′ 04″ N, 2° 05′ 56″ E / 41.5011163378535°N,2.09896463796443°E                                                                               |                                            |                                                             | Modifica les dades a Wikidata |
|        | Torre Fatjó                                       | Cerdanyola del Vallès | casa         | Estil: arquitectura modernista                                                                            | 41° 29′ 29″ N, 2° 08′ 28″ E / 41.491281°N,2.141177°E ca:Carrer Lluís Companys, 1 82 msnm                                                          | bé integrant del patrimoni cultural català | Torre Fatjó                                                 | Modifica les dades a Wikidata |
|        | Torre Fernández                                   | Cerdanyola del Vallès | casa         | Arquitecte: Gaietà Buïgas i Monravà Estil: arquitectura eclèctica                                         | 41° 29′ 12″ N, 2° 08′ 15″ E / 41.48671°N,2.137518°E ca:Jaume Mimó, 13-15                                                                          | bé integrant del patrimoni cultural català | Torre Fernández (Cerdanyola del Vallès)                     | Modifica les dades a Wikidata |
|        | Torre Giralt                                      | Cerdanyola del Vallès | casa         | Estil: arquitectura modernista Estat: enderrocat o destruït                                               | 41° 29′ 12″ N, 2° 08′ 16″ E / 41.486643°N,2.13773°E ca:Carrer Jaume Mimó, 17                                                                      | bé integrant del patrimoni cultural català |                                                             | Modifica les dades a Wikidata |
|        | Torre Renom                                       | Cerdanyola del Vallès | casa         | Estil: modernisme català Estat: enderrocat o destruït                                                     | ca:Av. Catalunya |                                            | Torre Renom                                                 | Modifica les dades a Wikidata |
|        | Torre Vermella                                    | Cerdanyola del Vallès | casa         | Estil: arquitectura eclèctica                                                                             | 41° 29′ 27″ N, 2° 08′ 14″ E / 41.4908°N,2.13712°E ca:Carrer de Sant Ramon, 122-124                                                                | bé integrant del patrimoni cultural català | Torre Vermella                                              | Modifica les dades a Wikidata |
|        | Torre Vinyals                                     | Cerdanyola del Vallès | casa         | Estil: arquitectura modernista noucentisme                                                                | 41° 29′ 21″ N, 2° 08′ 06″ E / 41.489279°N,2.134971°E ca:Carrer Sant Enric, 31 90 msnm                                                             | bé integrant del patrimoni cultural català | Escola de Música (Cerdanyola del Vallès)                    | Modifica les dades a Wikidata |
|        | Torre Vinyals del carrer Jaume Mimó               | Cerdanyola del Vallès | casa         | Estat: enderrocat o destruït                                                                              | 41° 29′ 12″ N, 2° 08′ 13″ E / 41.486796°N,2.136966°E                                                                                              | bé integrant del patrimoni cultural català | Torre Vinyals                                               | Modifica les dades a Wikidata |
|        | Torre a la rambla Montserrat, 6                   | Cerdanyola del Vallès | casa         | Estil: arquitectura modernista Estat: enderrocat o destruït                                               | 41° 29′ 38″ N, 2° 08′ 37″ E / 41.493856°N,2.143722°E ca:Rambla Montserrat, 6                                                                      | bé integrant del patrimoni cultural català |                                                             | Modifica les dades a Wikidata |
|        | Villa Conxita                                     | Cerdanyola del Vallès | casa         | Estil: noucentisme                                                                                        | 41° 29′ 02″ N, 2° 08′ 03″ E / 41.48377227783203°N,2.1341049671173096°E ca:Àngel Guimerà, 42                                                       |                                            |                                                             | Modifica les dades a Wikidata |
|        | Vil·la Madrina                                    | Cerdanyola del Vallès | casa         | Estil: arquitectura modernista noucentisme 20th century                                                   | 41° 29′ 39″ N, 2° 08′ 13″ E / 41.4941°N,2.13696°E ca:Passeig Cordelles, 65 87 msnm                                                                | bé integrant del patrimoni cultural català | Vil·la Madrina                                              | Modifica les dades a Wikidata |
|        | Vil·la de Sant Jordi                              | Cerdanyola del Vallès | casa         | Estil: noucentisme                                                                                        | 41° 28′ 50″ N, 2° 07′ 53″ E / 41.480608°N,2.131433°E                                                                                              | bé integrant del patrimoni cultural català | Vil·la de Sant Jordi (Cerdanyola del Vallès)                | Modifica les dades a Wikidata |
|        | Xalet Soms                                        | Cerdanyola del Vallès | casa         | Arquitecte: Eduard Maria Balcells i Buïgas Estil: arquitectura eclèctica 1933                             | 41° 28′ 52″ N, 2° 07′ 53″ E / 41.481048°N,2.131447°E ca:C. Donya Amèlia, 4 - c. Sant Oleguer 78 msnm                                              | bé integrant del patrimoni cultural català | Xalet Soms                                                  | Modifica les dades a Wikidata |
|        | ca n'Ortadó                                       | Cerdanyola del Vallès | casa         | Estil: noucentisme 20th century                                                                           | 41° 29′ 19″ N, 2° 08′ 09″ E / 41.4886°N,2.13592°E ca:Pl. Sant Ramon, 23-24 92 msnm                                                                | bé integrant del patrimoni cultural català | Ca n'Ortadó                                                 | Modifica les dades a Wikidata |
|        | habitatge a la plaça Sant Ramon, 32               | Cerdanyola del Vallès | casa         | Estil: arquitectura eclèctica                                                                             | 41° 29′ 21″ N, 2° 08′ 08″ E / 41.4892°N,2.13548°E                                                                                                 | bé integrant del patrimoni cultural català | Habitatge a la plaça Sant Ramon, 32 (Cerdanyola del Vallès) | Modifica les dades a Wikidata |
|        | la Fontana de Xercavins                           | Cerdanyola del Vallès | casa         | Estil: noucentisme                                                                                        | 41° 29′ 41″ N, 2° 08′ 35″ E / 41.494736°N,2.143191°E                                                                                              | bé integrant del patrimoni cultural català |                                                             | Modifica les dades a Wikidata |

## collada
| imatge | Nom            | Ubicat a                                | instància de | Detalls | coordenades                                                              | Protecció | Commons (més fotos) | Dades a WD                    |
| ------ | -------------- | --------------------------------------- | ------------ | ------- | ------------------------------------------------------------------------ | --------- | ------------------- | ----------------------------- |
|        | Forat del vent | Cerdanyola del Vallès Barcelona Horta   | collada      |         | 41° 26′ 50″ N, 2° 09′ 08″ E / 41.447202°N,2.152219°E Collserola 276 msnm |           | Forat del vent      | Modifica les dades a Wikidata |
|        | Pas del Rei    | Barcelona Montbau Cerdanyola del Vallès | collada      |         | 41° 26′ 37″ N, 2° 07′ 50″ E / 41.443631°N,2.130581°E 404 msnm            |           | Pas del Rei         | Modifica les dades a Wikidata |

## curs d'aigua
| imatge | Nom                      | Ubicat a                                                      | instància de | Detalls                                       | coordenades                                                                                               | Protecció | Commons (més fotos)   | Dades a WD                    |
| ------ | ------------------------ | ------------------------------------------------------------- | ------------ | --------------------------------------------- | --- | --------- | --------------------- | ----------------------------- |
|        | riera de Sant Cugat      | Sant Cugat del Vallès Cerdanyola del Vallès Montcada i Reixac | curs d'aigua | Desemboca: Ripoll Llarg: 7.8km                | 41° 27′ 24″ N, 2° 05′ 17″ E / 41.456688°N,2.088009°E 41° 29′ 13″ N, 2° 10′ 59″ E / 41.486956°N,2.183122°E |           | Riera de Sant Cugat   | Modifica les dades a Wikidata |
|        | riu Sec                  | Vallès Occidental                                             | curs d'aigua | Desemboca: Ripoll                             | 41° 37′ 56″ N, 2° 01′ 22″ E / 41.632116°N,2.022658°E 41° 29′ 29″ N, 2° 09′ 24″ E / 41.491427°N,2.156804°E |           | Riu Sec               | Modifica les dades a Wikidata |
|        | torrent de Can Catà      | Cerdanyola del Vallès                                         | curs d'aigua | Desemboca: torrent de Sant Iscle Llarg: 3.5km | 41° 27′ 28″ N, 2° 08′ 44″ E / 41.457894°N,2.145672°E 41° 28′ 16″ N, 2° 08′ 57″ E / 41.471191°N,2.149084°E |           | Torrent de Can Catà   | Modifica les dades a Wikidata |
|        | torrent de Can Codonyers | Cerdanyola del Vallès                                         | curs d'aigua | Desemboca: riera de Sant Cugat Llarg: 1.9km   | 41° 28′ 07″ N, 2° 07′ 09″ E / 41.468493°N,2.119067°E 41° 28′ 46″ N, 2° 06′ 27″ E / 41.479479°N,2.107465°E |           |                       | Modifica les dades a Wikidata |
|        | torrent de Can Coll      | Cerdanyola del Vallès                                         | curs d'aigua | Desemboca: torrent de Sant Iscle Llarg: 3.5km | 41° 28′ 29″ N, 2° 07′ 09″ E / 41.47477°N,2.119076°E 41° 28′ 24″ N, 2° 08′ 52″ E / 41.473438°N,2.147666°E  |           | Torrent de Can Coll   | Modifica les dades a Wikidata |
|        | torrent de Sant Iscle    | Cerdanyola del Vallès                                         | curs d'aigua | Desemboca: riera de Sant Cugat Llarg: 4.7km   | 41° 26′ 50″ N, 2° 08′ 52″ E / 41.447344°N,2.147797°E 41° 28′ 55″ N, 2° 08′ 56″ E / 41.482067°N,2.148941°E |           | Torrent de Sant Iscle | Modifica les dades a Wikidata |

## edifici
| imatge | Nom                                                           | Ubicat a              | instància de                             | Detalls                                                                                     | coordenades                                                                                            | Protecció                                  | Commons (més fotos)                                           | Dades a WD                    |
| ------ | ------------------------------------------------------------- | --------------------- | ---------------------------------------- | ------------------------------------------------------------------------------------------- | --- | ------------------------------------------ | ------------------------------------------------------------- | ----------------------------- |
|        | Alba                                                          | Cerdanyola del Vallès | edifici sincrotró font de llum sincrotró |                                                                                             | 41° 29′ 12″ N, 2° 06′ 35″ E / 41.48666667°N,2.10972222°E Barcelona Synchrotron Park                    |                                            | Alba synchrotron                                              | Modifica les dades a Wikidata |
|        | Aljub de Can Lloses                                           | Cerdanyola del Vallès | edifici                                  | Estil: arquitectura popular                                                                 | | bé integrant del patrimoni cultural català |                                                               | Modifica les dades a Wikidata |
|        | Apartaments de Cerdanyola                                     | Cerdanyola del Vallès | edifici                                  | Estil: arquitectura moderna 20th century                                                    | 41° 29′ 13″ N, 2° 08′ 12″ E / 41.486973°N,2.13676°E ca:C. Jaume Mimó i Llobet, 14-16 92 msnm           | bé integrant del patrimoni cultural català | Apartaments de Cerdanyola                                     | Modifica les dades a Wikidata |
|        | Col·legi Clemfor                                              | Cerdanyola del Vallès | edifici                                  | Estil: arquitectura eclèctica                                                               | 41° 29′ 22″ N, 2° 08′ 07″ E / 41.489375°N,2.135396°E                                                   | bé integrant del patrimoni cultural català | Col·legi Clemfor                                              | Modifica les dades a Wikidata |
|        | Col·legi Sant Martí                                           | Cerdanyola del Vallès | edifici                                  | Arquitecte: Eduard Maria Balcells i Buïgas Estil: noucentisme arquitectura modernista 1910s | 41° 29′ 23″ N, 2° 08′ 12″ E / 41.489704°N,2.136537°E ca:Carrer Escoles, 5-7                            | bé integrant del patrimoni cultural català | Col·legi Sant Martí (Cerdanyola del Vallès)                   | Modifica les dades a Wikidata |
|        | Conjunt d'edificis Vall-roig                                  | Cerdanyola del Vallès | edifici                                  | 20th century                                                                                | 41° 29′ 39″ N, 2° 07′ 53″ E / 41.49405°N,2.13138°E ca:C. Espanya - Sevilla - Roma - Diagonal           | bé integrant del patrimoni cultural català | Conjunt d'edificis Vall-roig                                  | Modifica les dades a Wikidata |
|        | Cooperativa la Constància                                     | Cerdanyola del Vallès | edifici                                  | Estil: arquitectura eclèctica                                                               | 41° 29′ 23″ N, 2° 08′ 04″ E / 41.489806°N,2.134499°E ca:Carrer Sant Ramon, 159 / Carrer de Santa Maria | bé integrant del patrimoni cultural català | Cooperativa la Constància                                     | Modifica les dades a Wikidata |
|        | Escola Parvulari La Sínia                                     | Cerdanyola del Vallès | edifici                                  | Estil: arquitectura eclèctica                                                               | 41° 29′ 44″ N, 2° 08′ 36″ E / 41.495618°N,2.143243°E ca:Carrer de la Sínia, 4                          | bé integrant del patrimoni cultural català | Escola Parvulari La Sínia (Cerdanyola del Vallès)             | Modifica les dades a Wikidata |
|        | Forn de rajoles de Can Lloses                                 | Cerdanyola del Vallès | edifici                                  | Estil: arquitectura popular                                                                 | | bé integrant del patrimoni cultural català |                                                               | Modifica les dades a Wikidata |
|        | Forn del torrent dels Toros                                   | Cerdanyola del Vallès | edifici                                  | Estil: arquitectura popular                                                                 | | bé integrant del patrimoni cultural català |                                                               | Modifica les dades a Wikidata |
|        | edifici central de Serveis Esportius UAB                      | Cerdanyola del Vallès | edifici                                  |                                                                                             | | bé integrant del patrimoni cultural català |                                                               | Modifica les dades a Wikidata |
|        | edifici de la Facultat de Traducció i Interpretació de la UAB | Cerdanyola del Vallès | edifici                                  |                                                                                             | 41° 30′ 17″ N, 2° 06′ 16″ E / 41.504606°N,2.104558°E 149 msnm                                          | bé integrant del patrimoni cultural català | Edifici de la Facultat de Traducció i Interpretació de la UAB | Modifica les dades a Wikidata |

## entitat singular de població
| imatge | Nom                   | Ubicat a              | instància de                                                                   | Detalls   | coordenades                                                   | Protecció | Commons (més fotos) | Dades a WD                    |
| ------ | --------------------- | --------------------- | ------------------------------------------------------------------------------ | --------- | ------------------------------------------------------------- | --------- | ------------------- | ----------------------------- |
|        | Bellaterra            | Cerdanyola del Vallès | entitat singular de població entitat municipal descentralitzada                | 3037 hab  | 41° 30′ 21″ N, 2° 05′ 22″ E / 41.505789°N,2.089509°E 201 msnm |           | Bellaterra          | Modifica les dades a Wikidata |
|        | Cerdanyola del Vallès | Cerdanyola del Vallès | entitat singular de població capital municipal ens local històric de Catalunya | 54794 hab | 41° 29′ 28″ N, 2° 08′ 27″ E / 41.49109°N,2.14079°E 84 msnm    |           |                     | Modifica les dades a Wikidata |

## església
| imatge | Nom                                       | Ubicat a              | instància de                 | Detalls                                                             | coordenades                                                                                                   | Protecció                                  | Commons (més fotos)                                       | Dades a WD                    |
| ------ | ----------------------------------------- | --------------------- | ---------------------------- | ------------------------------------------------------------------- | --- | ------------------------------------------ | --------------------------------------------------------- | ----------------------------- |
|        | Esglèsia de Sant Marçal                   | Cerdanyola del Vallès | església                     | Estil: historicisme arquitectònic                                   | 41° 29′ 32″ N, 2° 06′ 50″ E / 41.49214553833008°N,2.113853931427002°E ca:Al costat del castell de Sant Marçal |                                            | Esglèsia del Castell de Sant Marçal                       | Modifica les dades a Wikidata |
|        | Església vella de Sant Martí              | Cerdanyola del Vallès | església                     | Estil: Renaixement Anomenat per: Sant Martí de Tours                | 41° 29′ 15″ N, 2° 07′ 24″ E / 41.487535°N,2.123407°E ca:Carrer dels Boters - Cementiri                        | bé integrant del patrimoni cultural català | Església vella de Sant Martí                              | Modifica les dades a Wikidata |
|        | Sant Iscle i Santa Victòria de les Feixes | Cerdanyola del Vallès | església eremitori           | Estil: art romànic                                                  | 41° 28′ 03″ N, 2° 09′ 04″ E / 41.46746111°N,2.15119167°E ca:Camí de Sant Iscle o de Can Catà                  | bé cultural d'interès local                | Sant Iscle i Santa Victòria de les Feixes                 | Modifica les dades a Wikidata |
|        | Sant Martí de Cerdanyola                  | Cerdanyola del Vallès | església església parroquial | Arquitecte: Eduard Maria Balcells i Buïgas Estil: modernisme català | 41° 29′ 30″ N, 2° 08′ 23″ E / 41.4916°N,2.13985°E ca:Plaça de l'Abat Oliba                                    | bé integrant del patrimoni cultural català | Església parroquial de Sant Martí (Cerdanyola del Vallès) | Modifica les dades a Wikidata |
|        | Santa Maria de les Feixes                 | Cerdanyola del Vallès | església                     | Estil: barroc                                                       | 41° 28′ 46″ N, 2° 08′ 40″ E / 41.4795°N,2.14449°E ca:Camí de Can Catà                                         | bé cultural d'interès local                | Ermita de Santa Maria de les Feixes                       | Modifica les dades a Wikidata |

## estació de ferrocarril
| imatge | Nom                               | Ubicat a              | instància de                                 | Detalls                       | coordenades                                                                       | Protecció                                  | Commons (més fotos)                 | Dades a WD                    |
| ------ | --------------------------------- | --------------------- | -------------------------------------------- | ----------------------------- | --------------------------------------------------------------------------------- | ------------------------------------------ | ----------------------------------- | ----------------------------- |
|        | Estació d'Universitat Autònoma    | Cerdanyola del Vallès | estació de ferrocarril                       |                               | 41° 30′ 11″ N, 2° 06′ 09″ E / 41.502972222222°N,2.10245°E ca:Universitat Autònoma | bé integrant del patrimoni cultural català | Universitat Autònoma train station  | Modifica les dades a Wikidata |
|        | Estació de Bellaterra             | Bellaterra            | estació de ferrocarril estació en superfície | Estil: noucentisme 1930-06-22 | 41° 30′ 03″ N, 2° 05′ 26″ E / 41.500927777778°N,2.0904666666667°E ca:Plaça del Pi | bé integrant del patrimoni cultural català | Bellaterra train station            | Modifica les dades a Wikidata |
|        | Estació de Cerdanyola Universitat | Cerdanyola del Vallès | estació de ferrocarril                       |                               | 41° 29′ 49″ N, 2° 06′ 55″ E / 41.496916666666664°N,2.11525°E                      |                                            | Estació de Cerdanyola Universitat   | Modifica les dades a Wikidata |
|        | Estació de Cerdanyola del Vallès  | Cerdanyola del Vallès | estació de ferrocarril                       | Estil: arquitectura eclèctica | 41° 29′ 33″ N, 2° 08′ 51″ E / 41.49252777777778°N,2.147555555555555°E             | bé integrant del patrimoni cultural català | Cerdanyola del Vallès train station | Modifica les dades a Wikidata |

## font
| imatge | Nom                     | Ubicat a              | instància de | Detalls | coordenades                                                                      | Protecció | Commons (més fotos)                    | Dades a WD                    |
| ------ | ----------------------- | --------------------- | ------------ | ------- | -------------------------------------------------------------------------------- | --------- | -------------------------------------- | ----------------------------- |
|        | Font Antiga de Can Catà | Cerdanyola del Vallès | font         |         | 41° 27′ 55″ N, 2° 08′ 34″ E / 41.465217422449754°N,2.1427792310714726°E 105 msnm |           | Font Antiga de Can Catà                | Modifica les dades a Wikidata |
|        | Font Nova de Can Catà   | Cerdanyola del Vallès | font         |         | 41° 27′ 47″ N, 2° 08′ 47″ E / 41.463171°N,2.146347°E 123 msnm                    |           | Font Nova de Can Catà                  | Modifica les dades a Wikidata |
|        | font de Moisès          | Cerdanyola del Vallès | font         |         | 41° 27′ 54″ N, 2° 08′ 35″ E / 41.465033°N,2.142929°E 105 msnm                    |           | Font de Moisès                         | Modifica les dades a Wikidata |
|        | font del Carme          | Bellaterra            | font         |         | 41° 29′ 41″ N, 2° 06′ 09″ E / 41.494728°N,2.102545°E 120 msnm                    |           | Font del Carme (Cerdanyola del Vallès) | Modifica les dades a Wikidata |

## masia
| imatge | Nom                    | Ubicat a                                    | instància de      | Detalls                                                        | coordenades                                                                                                  | Protecció                                  | Commons (més fotos)                   | Dades a WD                    |
| ------ | ---------------------- | ------------------------------------------- | ----------------- | -------------------------------------------------------------- | --- | ------------------------------------------ | ------------------------------------- | ----------------------------- |
|        | Ca n'Altimira          | Cerdanyola del Vallès                       | masia             | Estil: arquitectura eclèctica 1500s                            | 41° 29′ 32″ N, 2° 08′ 47″ E / 41.492244°N,2.146351°E ca:Av. Primavera - pg. del Pont                         | bé integrant del patrimoni cultural català | Ca n'Altimira (Cerdanyola del Vallès) | Modifica les dades a Wikidata |
|        | Can Balcell            | Cerdanyola del Vallès                       | masia             |                                                                | 41° 29′ 09″ N, 2° 07′ 12″ E / 41.4857238038406°N,2.12003264124377°E                                          |                                            |                                       | Modifica les dades a Wikidata |
|        | Can Castelló           | Cerdanyola del Vallès                       | masia             |                                                                | 41° 29′ 07″ N, 2° 07′ 05″ E / 41.4853117418472°N,2.11797791348804°E                                          |                                            |                                       | Modifica les dades a Wikidata |
|        | Can Catà               | Cerdanyola del Vallès                       | masia             | Estil: noucentisme                                             | 41° 28′ 12″ N, 2° 09′ 01″ E / 41.4701°N,2.15025°E ca:Camí de Can Catà                                        | bé integrant del patrimoni cultural català | Can Catà                              | Modifica les dades a Wikidata |
|        | Can Cerdà              | Cerdanyola del Vallès                       | masia             | Estil: arquitectura popular 12nd century                       | 41° 27′ 39″ N, 2° 07′ 29″ E / 41.460954144362°N,2.1247792222966°E ca:Ctra. Horta BV-1415, km 4 159 msnm      | bé integrant del patrimoni cultural català | Can Cerdà (Cerdanyola del Vallès)     | Modifica les dades a Wikidata |
|        | Can Codina             | Cerdanyola del Vallès                       | masia             |                                                                | 41° 28′ 27″ N, 2° 08′ 33″ E / 41.474073°N,2.142493°E 91 msnm                                                 |                                            | Can Codina (Cerdanyola del Vallès)    | Modifica les dades a Wikidata |
|        | Can Codonyers          | Cerdanyola del Vallès                       | masia             |                                                                | 41° 28′ 30″ N, 2° 06′ 28″ E / 41.4750814363882°N,2.1077328944829°E                                           |                                            |                                       | Modifica les dades a Wikidata |
|        | Can Coll               | Cerdanyola del Vallès                       | masia             | Estil: arquitectura popular                                    | 41° 28′ 25″ N, 2° 07′ 28″ E / 41.4737°N,2.12438°E ca:Carretera BV 1415, km 2                                 | bé integrant del patrimoni cultural català | Can Coll (Cerdanyola del Vallès)      | Modifica les dades a Wikidata |
|        | Can Cordelles          | Cerdanyola del Vallès                       | masia             | Estil: arquitectura popular                                    | 41° 29′ 54″ N, 2° 08′ 04″ E / 41.49833°N,2.13455°E ca:Pg. Cordelles i Sant Joan, 22-26                       | bé integrant del patrimoni cultural català | Can Cordelles                         | Modifica les dades a Wikidata |
|        | Can Costa              | Cerdanyola del Vallès                       | masia             |                                                                | 41° 28′ 57″ N, 2° 06′ 45″ E / 41.4825864689715°N,2.11263674830522°E                                          |                                            |                                       | Modifica les dades a Wikidata |
|        | Can Domènec            | Cerdanyola del Vallès                       | masia             |                                                                | 41° 29′ 54″ N, 2° 05′ 51″ E / 41.4983575695415°N,2.09749328494406°E                                          |                                            |                                       | Modifica les dades a Wikidata |
|        | Can Fatjó del Molí     | Cerdanyola del Vallès                       | masia             | Estil: arquitectura popular                                    | 41° 29′ 02″ N, 2° 07′ 39″ E / 41.484°N,2.12745°E ca:Ronda de Can Fatjó, 1-3 / Av. Universitat Autònoma       | bé integrant del patrimoni cultural català | Can Fatjó del Molí                    | Modifica les dades a Wikidata |
|        | Can Fatjó dels Urons   | Cerdanyola del Vallès                       | masia             | Estil: arquitectura del Renaixement                            | 41° 29′ 25″ N, 2° 05′ 12″ E / 41.490413°N,2.086684°E ca:Pol. Ind. Can Fatjó dels Aurons, Bellaterra          | bé integrant del patrimoni cultural català | Can Fatjó dels Urons                  | Modifica les dades a Wikidata |
|        | Can Fatjó dels Xiprers | Cerdanyola del Vallès                       | masia casa pairal |                                                                | 41° 29′ 20″ N, 2° 05′ 28″ E / 41.4889310355537°N,2.09115538107629°E 133 msnm                                 |                                            | Can Fatjó dels Xiprers                | Modifica les dades a Wikidata |
|        | Can Fermí              | Cerdanyola del Vallès                       | masia             |                                                                | 41° 28′ 03″ N, 2° 09′ 03″ E / 41.4675344265619°N,2.15071970959197°E                                          |                                            | Can Fermí                             | Modifica les dades a Wikidata |
|        | Can Ferrer             | Cerdanyola del Vallès                       | masia             |                                                                | 41° 26′ 58″ N, 2° 09′ 13″ E / 41.4493241807026°N,2.15353121367347°E                                          |                                            | Can Ferrer (Cerdanyola del Vallès)    | Modifica les dades a Wikidata |
|        | Can Jeroni Martí       | Cerdanyola del Vallès                       | masia             |                                                                | 41° 30′ 43″ N, 2° 05′ 13″ E / 41.512001332437°N,2.0869436778226°E                                            |                                            |                                       | Modifica les dades a Wikidata |
|        | Can Llonc              | Cerdanyola del Vallès                       | masia             |                                                                | 41° 28′ 09″ N, 2° 09′ 04″ E / 41.4692129967471°N,2.15115287331904°E                                          |                                            |                                       | Modifica les dades a Wikidata |
|        | Can Lloses             | Cerdanyola del Vallès                       | masia             |                                                                | 41° 27′ 27″ N, 2° 09′ 07″ E / 41.457621°N,2.152051°E                                                         |                                            | Can Lloses                            | Modifica les dades a Wikidata |
|        | Can Magrans            | Cerdanyola del Vallès                       | masia             | Estat: enderrocat o destruït                                   | 41° 30′ 08″ N, 2° 06′ 15″ E / 41.502305°N,2.104169°E ca:Plaça Cívica de la Universitat Autónoma de Barcelona |                                            | Can Magrans                           | Modifica les dades a Wikidata |
|        | Can Magre              | Cerdanyola del Vallès                       | masia             | Estat: ruïnós                                                  | 41° 28′ 06″ N, 2° 09′ 08″ E / 41.4683470480952°N,2.15220602867705°E                                          |                                            |                                       | Modifica les dades a Wikidata |
|        | Can Magí               | Sant Cugat del Vallès Cerdanyola del Vallès | masia             | Arquitecte: Calixte Freixa i Pla Estil: arquitectura eclèctica | 41° 28′ 52″ N, 2° 05′ 27″ E / 41.481025°N,2.090712°E ca:Av. Can Magí                                         | bé integrant del patrimoni cultural català | Can Magí (Sant Cugat del Vallès)      | Modifica les dades a Wikidata |
|        | Can Miró               | Cerdanyola del Vallès                       | masia             |                                                                | 41° 30′ 05″ N, 2° 06′ 09″ E / 41.5014946585413°N,2.10242204192499°E                                          |                                            | Façana de Can Miró (UAB)              | Modifica les dades a Wikidata |
|        | Can Planes             | Cerdanyola del Vallès                       | masia             |                                                                | 41° 29′ 41″ N, 2° 07′ 11″ E / 41.49478056°N,2.11983056°E 104 msnm                                            |                                            | Can Planes (Cerdanyola del Vallès)    | Modifica les dades a Wikidata |
|        | Can Rios               | Cerdanyola del Vallès                       | masia             |                                                                | 41° 27′ 40″ N, 2° 07′ 22″ E / 41.4612185812125°N,2.12289054452843°E                                          |                                            |                                       | Modifica les dades a Wikidata |
|        | Can Serraparera        | Cerdanyola del Vallès                       | masia             | Estil: arquitectura eclèctica                                  | 41° 29′ 47″ N, 2° 07′ 48″ E / 41.4963°N,2.12988°E ca:Avinguda Roma, 65                                       | bé integrant del patrimoni cultural català | Can Serraparera                       | Modifica les dades a Wikidata |
|        | Can Solà               | Sant Cugat del Vallès Cerdanyola del Vallès | masia             |                                                                | 41° 28′ 34″ N, 2° 05′ 58″ E / 41.4761600055836°N,2.09934630731297°E                                          |                                            |                                       | Modifica les dades a Wikidata |
|        | Can Xarau              | Cerdanyola del Vallès                       | masia             | Estil: arquitectura popular                                    | 41° 29′ 41″ N, 2° 08′ 18″ E / 41.494682°N,2.138286°E ca:Santa Eugènia s/n / Dels Horts                       | bé integrant del patrimoni cultural català | Can Xarau                             | Modifica les dades a Wikidata |
|        | Can Xercavins          | Cerdanyola del Vallès                       | masia             | Estil: arquitectura popular No/unknown value                   | 41° 29′ 07″ N, 2° 07′ 06″ E / 41.48525°N,2.118251°E ca:Ctra. de Cerdanyola a Sant Cugat 99 msnm              | bé integrant del patrimoni cultural català | Can Xercavins (Cerdanyola del Vallès) | Modifica les dades a Wikidata |
|        | Torre Beltran          | Cerdanyola del Vallès                       | masia             |                                                                | 41° 27′ 51″ N, 2° 09′ 22″ E / 41.4640965107371°N,2.15600945409645°E 179 msnm                                 |                                            | Torre Beltran                         | Modifica les dades a Wikidata |
|        | Torre Benatges         | Cerdanyola del Vallès                       | masia             |                                                                | 41° 27′ 39″ N, 2° 07′ 34″ E / 41.4607925895351°N,2.12609334168746°E                                          |                                            |                                       | Modifica les dades a Wikidata |
|        | Torre Bonet            | Cerdanyola del Vallès                       | masia             |                                                                | 41° 27′ 37″ N, 2° 07′ 23″ E / 41.4604093692353°N,2.12308105760254°E                                          |                                            |                                       | Modifica les dades a Wikidata |
|        | Torre Cendrera         | Cerdanyola del Vallès                       | masia             |                                                                | 41° 28′ 17″ N, 2° 06′ 24″ E / 41.4714072799796°N,2.10668149412082°E 136 msnm                                 |                                            | Torre Cendrera                        | Modifica les dades a Wikidata |
|        | Torre Gresa            | Cerdanyola del Vallès                       | masia             |                                                                | 41° 27′ 38″ N, 2° 07′ 39″ E / 41.4605876131436°N,2.12756889061191°E                                          |                                            |                                       | Modifica les dades a Wikidata |
|        | Torre Prades           | Cerdanyola del Vallès                       | masia             |                                                                | 41° 27′ 36″ N, 2° 07′ 22″ E / 41.4598946317981°N,2.12290838463747°E                                          |                                            |                                       | Modifica les dades a Wikidata |
|        | Torre de Sant Jordi    | Cerdanyola del Vallès                       | masia             |                                                                | 41° 27′ 39″ N, 2° 07′ 20″ E / 41.4607893409127°N,2.12211801901353°E                                          |                                            |                                       | Modifica les dades a Wikidata |
|        | can Canaletes          | Cerdanyola del Vallès                       | masia             | Estil: arquitectura popular 15th century                       | 41° 28′ 48″ N, 2° 08′ 32″ E / 41.479904°N,2.142235°E ca:Pg. d'Horta 75 msnm                                  | bé integrant del patrimoni cultural català | Can Canaletes                         | Modifica les dades a Wikidata |
|        | les Torres Valencianes | Cerdanyola del Vallès                       | masia             |                                                                | 41° 27′ 34″ N, 2° 07′ 24″ E / 41.4593301454493°N,2.12329914991189°E                                          |                                            |                                       | Modifica les dades a Wikidata |

## monument
| imatge | Nom                                           | Ubicat a              | instància de | Detalls                              | coordenades                                                                                             | Protecció | Commons (més fotos)                      | Dades a WD                    |
| ------ | --------------------------------------------- | --------------------- | ------------ | ------------------------------------ | --- | --------- | ---------------------------------------- | ----------------------------- |
|        | A Lluís Companys                              | Cerdanyola del Vallès | monument     | Creador: Salvador Mañosa i Jané 1994 | 41° 29′ 21″ N, 2° 08′ 39″ E / 41.489131°N,2.144211°E ca:Plaça de l'Estatut                              |           | A Lluís Companys (Cerdanyola del Vallès) | Modifica les dades a Wikidata |
|        | Escultura Diàleg                              | Cerdanyola del Vallès | monument     |                                      | 41° 29′ 28″ N, 2° 08′ 20″ E / 41.49112319946289°N,2.138922929763794°E ca:Jardí del Museu de Cerdanyola  |           |                                          | Modifica les dades a Wikidata |
|        | Escultura la Tempesta Encalçada Pel Bon Temps | Cerdanyola del Vallès | monument     |                                      | 41° 29′ 28″ N, 2° 08′ 20″ E / 41.491119384765625°N,2.138921022415161°E ca:Jardí del Museu de Cerdanyola |           |                                          | Modifica les dades a Wikidata |
|        | Monument a la Unió Europea                    | Cerdanyola del Vallès | monument     |                                      | 41° 29′ 07″ N, 2° 07′ 41″ E / 41.48527908325195°N,2.1281380653381348°E ca:Plaça Europa                  |           |                                          | Modifica les dades a Wikidata |

## muntanya
| imatge | Nom                   | Ubicat a                                                           | instància de | Detalls | coordenades                                                                       | Protecció | Commons (més fotos)             | Dades a WD                    |
| ------ | --------------------- | ------------------------------------------------------------------ | ------------ | ------- | --------------------------------------------------------------------------------- | --------- | ------------------------------- | ----------------------------- |
|        | Puig de la Guàrdia    | Cerdanyola del Vallès                                              | muntanya     |         | 41° 28′ 37″ N, 2° 08′ 09″ E / 41.476837°N,2.135935°E 199 msnm                     |           | Puig de la Guàrdia (Collserola) | Modifica les dades a Wikidata |
|        | Turó d'en Fotja       | Cerdanyola del Vallès Barcelona Horta                              | muntanya     |         | 41° 26′ 53″ N, 2° 08′ 44″ E / 41.44798055555555°N,2.1455416666666665°E 359 msnm   |           | Turó d'en Fotja                 | Modifica les dades a Wikidata |
|        | Turó d'en Gras        | Cerdanyola del Vallès Barcelona Horta                              | muntanya     |         | 41° 26′ 59″ N, 2° 09′ 19″ E / 41.44973333°N,2.15538889°E 286 msnm                 |           | Turó d'en Gras                  | Modifica les dades a Wikidata |
|        | Turó de Ca n'Oliver   | Cerdanyola del Vallès                                              | muntanya     |         | 41° 28′ 51″ N, 2° 08′ 06″ E / 41.4809°N,2.13489°E 136 msnm                        |           | Turó de Ca n'Oliver             | Modifica les dades a Wikidata |
|        | Turó de Can Cerdà     | Cerdanyola del Vallès                                              | muntanya     |         | 41° 27′ 34″ N, 2° 08′ 07″ E / 41.45947222°N,2.13516667°E 295 msnm                 |           | Turó de Can Cerdà               | Modifica les dades a Wikidata |
|        | Turó de Guiera        | Cerdanyola del Vallès                                              | muntanya     |         | 41° 29′ 06″ N, 2° 08′ 12″ E / 41.484991°N,2.136741°E 108 msnm                     |           | Turó de Guiera                  | Modifica les dades a Wikidata |
|        | Turó de Sant Adjutori | Cerdanyola del Vallès Sant Cugat del Vallès                        | muntanya     |         | 41° 27′ 23″ N, 2° 07′ 05″ E / 41.4564°N,2.11819°E 265 msnm                        |           | Turó de Sant Adjutori           | Modifica les dades a Wikidata |
|        | Turó de Sant Medir    | Cerdanyola del Vallès Sant Cugat del Vallès                        | muntanya     |         | 41° 26′ 47″ N, 2° 07′ 29″ E / 41.4465°N,2.12486°E 354 msnm                        |           | Turó de Sant Medir              | Modifica les dades a Wikidata |
|        | Turó de Torreferrera  | Cerdanyola del Vallès Sant Cugat del Vallès                        | muntanya     |         | 41° 27′ 59″ N, 2° 07′ 04″ E / 41.46625°N,2.11763889°E 202 msnm                    |           | Turó de Torrefera               | Modifica les dades a Wikidata |
|        | Turó de Valldaura     | Cerdanyola del Vallès Barcelona Montbau Horta                      | muntanya     |         | 41° 26′ 41″ N, 2° 07′ 58″ E / 41.44463333°N,2.13275556°E 421.3 msnm               |           | Turó de Valldaura               | Modifica les dades a Wikidata |
|        | Turó de la Magarola   | Barcelona Cerdanyola del Vallès Sant Cugat del Vallès Montbau      | muntanya     |         | 41° 26′ 32″ N, 2° 07′ 47″ E / 41.4421744885°N,2.12968297951°E 430 msnm            |           | Turó de la Magarola             | Modifica les dades a Wikidata |
|        | Turó de les Fontetes  | Cerdanyola del Vallès                                              | muntanya     |         | 41° 29′ 14″ N, 2° 08′ 52″ E / 41.48722222°N,2.14763889°E 109.2 msnm               |           |                                 | Modifica les dades a Wikidata |
|        | turó de Mataric       | Cerdanyola del Vallès Sant Quirze del Vallès Sant Cugat del Vallès | muntanya     |         | 41° 30′ 24″ N, 2° 04′ 30″ E / 41.50664902261203°N,2.075107097625733°E 286.71 msnm |           | Turó de Mataric                 | Modifica les dades a Wikidata |

## nucli de població
| imatge | Nom                   | Ubicat a              | instància de      | Detalls | coordenades                                                   | Protecció | Commons (més fotos)               | Dades a WD                    |
| ------ | --------------------- | --------------------- | ----------------- | ------- | ------------------------------------------------------------- | --------- | --------------------------------- | ----------------------------- |
|        | Can Cerdà             | Cerdanyola del Vallès | nucli de població |         | 41° 27′ 36″ N, 2° 07′ 28″ E / 41.460098°N,2.124465°E 170 msnm |           |                                   | Modifica les dades a Wikidata |
|        | Can Fatjó dels Aurons | Cerdanyola del Vallès | nucli de població |         | 41° 29′ 43″ N, 2° 05′ 33″ E / 41.49514°N,2.09257°E 170 msnm   |           | Can Fatjó dels Aurons             | Modifica les dades a Wikidata |
|        | Montflorit            | Cerdanyola del Vallès | nucli de població |         | 41° 28′ 44″ N, 2° 07′ 56″ E / 41.478889°N,2.132236°E 90 msnm  |           | Montflorit                        | Modifica les dades a Wikidata |
|        | Serraperera           | Cerdanyola del Vallès | nucli de població |         | 41° 29′ 50″ N, 2° 07′ 35″ E / 41.497222°N,2.126389°E 89 msnm  |           | Serraperera                       | Modifica les dades a Wikidata |
|        | Terranova             | Cerdanyola del Vallès | nucli de població |         | 41° 29′ 57″ N, 2° 04′ 57″ E / 41.499231°N,2.082456°E 200 msnm |           | Terranova (Cerdanyola del Vallès) | Modifica les dades a Wikidata |

## obra escultòrica
| imatge | Nom                    | Ubicat a              | instància de                            | Detalls                                 | coordenades | Protecció | Commons (més fotos)    | Dades a WD                    |
| ------ | ---------------------- | --------------------- | --------------------------------------- | --------------------------------------- | --- | --------- | ---------------------- | ----------------------------- |
|        | Ars longa vita brevis  | Cerdanyola del Vallès | obra escultòrica                        | Creador: Miquel Navarro 1989            | 41° 30′ 07″ N, 2° 06′ 18″ E / 41.501952629712015°N,2.1049547195434575°E Campus de Bellaterra                                                      |           | Ars Longa Vita Brevis  | Modifica les dades a Wikidata |
|        | Columnes de Bellaterra | Bellaterra            | obra escultòrica                        | Creador: Andreu Alfaro Hernández 1999   | 41° 29′ 48″ N, 2° 06′ 38″ E / 41.4965907°N,2.1106428°E 41° 29′ 48″ N, 2° 06′ 38″ E / 41.496596°N,2.110649°E ca:Universitat Autònoma de Bellaterra |           | Columnes de Bellaterra | Modifica les dades a Wikidata |
|        | El rei i la reina      | Cerdanyola del Vallès | obra escultòrica                        | Creador: Xavier Corberó i Olivella 1988 | 41° 30′ 15″ N, 2° 06′ 22″ E / 41.5040916°N,2.1059783°E Universitat Autònoma de Barcelona                                                          |           | El Rei i la Reina      | Modifica les dades a Wikidata |
|        | Flat Genesis           | Cerdanyola del Vallès | obra escultòrica                        | Creador: Beverly Pepper 1999            | 41° 30′ 04″ N, 2° 06′ 09″ E / 41.501207°N,2.102527°E Universitat Autònoma de Barcelona                                                            |           | Flat Genesis           | Modifica les dades a Wikidata |
|        | Piano Track            | Cerdanyola del Vallès | obra escultòrica instal·lació artística | Creador: Jordi Benito i Verdaguer 1990  | 41° 30′ 12″ N, 2° 06′ 02″ E / 41.503462°N,2.100596°E Universitat Autònoma de Barcelona                                                            |           | Piano Track            | Modifica les dades a Wikidata |
|        | Signal Horne           | Bellaterra            | obra escultòrica                        | 1992                                    | 41° 30′ 13″ N, 2° 06′ 29″ E / 41.503647°N,2.107975°E Universitat Autònoma de Barcelona                                                            |           | Signal Horne (UAB)     | Modifica les dades a Wikidata |

## polígon industrial
| imatge | Nom                                                    | Ubicat a              | instància de       | Detalls            | coordenades                                                         | Protecció | Commons (més fotos) | Dades a WD                    |
| ------ | ------------------------------------------------------ | --------------------- | ------------------ | ------------------ | ------------------------------------------------------------------- | --------- | ------------------- | ----------------------------- |
|        | Actuació de serveis, comercial i residencial Can Fatjó | Cerdanyola del Vallès | polígon industrial |                    | 41° 29′ 22″ N, 2° 05′ 37″ E / 41.4895369567851°N,2.09374641489277°E |           |                     | Modifica les dades a Wikidata |
|        | Barcelona Synchrotron Park                             | Cerdanyola del Vallès | polígon industrial | Anomenat per: Alba | 41° 29′ 19″ N, 2° 06′ 27″ E / 41.4885916683011°N,2.10763139212081°E |           |                     | Modifica les dades a Wikidata |
|        | Parc tecnològic del Vallès                             | Cerdanyola del Vallès | polígon industrial |                    | 41° 29′ 01″ N, 2° 07′ 33″ E / 41.4836158373675°N,2.12590652255833°E |           |                     | Modifica les dades a Wikidata |
|        | Polígon industrial Can Fatjó dels Aurons               | Cerdanyola del Vallès | polígon industrial |                    | 41° 29′ 25″ N, 2° 05′ 14″ E / 41.4902145607571°N,2.08717226007586°E |           |                     | Modifica les dades a Wikidata |
|        | Polígon industrial La Clota                            | Cerdanyola del Vallès | polígon industrial |                    | 41° 29′ 59″ N, 2° 07′ 49″ E / 41.4997090678586°N,2.13027893301291°E |           |                     | Modifica les dades a Wikidata |
|        | Polígon industrial Polizur                             | Cerdanyola del Vallès | polígon industrial |                    | 41° 30′ 05″ N, 2° 08′ 04″ E / 41.5012537788992°N,2.1344517717776°E  |           |                     | Modifica les dades a Wikidata |
|        | Polígon industrial Rivière-Can Mitjans                 | Cerdanyola del Vallès | polígon industrial |                    | 41° 30′ 10″ N, 2° 07′ 34″ E / 41.502731636972°N,2.12620064770698°E  |           |                     | Modifica les dades a Wikidata |
|        | Polígon industrial Xarau-Santa Anna                    | Cerdanyola del Vallès | polígon industrial |                    | 41° 29′ 50″ N, 2° 08′ 19″ E / 41.4971595943815°N,2.13860368505806°E |           |                     | Modifica les dades a Wikidata |
|        | la Clota                                               | Cerdanyola del Vallès | polígon industrial |                    | 41° 30′ 00″ N, 2° 07′ 41″ E / 41.5000074199024°N,2.12804643413982°E |           |                     | Modifica les dades a Wikidata |

## serra
| imatge | Nom                 | Ubicat a                                    | instància de | Detalls | coordenades                                                         | Protecció | Commons (més fotos) | Dades a WD                    |
| ------ | ------------------- | ------------------------------------------- | ------------ | ------- | ------------------------------------------------------------------- | --------- | ------------------- | ----------------------------- |
|        | Serra d'en Gatell   | Cerdanyola del Vallès                       | serra        |         | 41° 27′ 10″ N, 2° 07′ 41″ E / 41.45266667°N,2.12805556°E 323.7 msnm |           | Serra d'en Gatell   | Modifica les dades a Wikidata |
|        | Serra de Llagat     | Cerdanyola del Vallès Montcada i Reixac     | serra        |         | 41° 28′ 28″ N, 2° 09′ 12″ E / 41.4745°N,2.15331°E 170 msnm          |           | Serra de Llagat     | Modifica les dades a Wikidata |
|        | Serra de Sant Medir | Cerdanyola del Vallès Sant Cugat del Vallès | serra        |         | 41° 27′ 09″ N, 2° 07′ 09″ E / 41.4524°N,2.11925°E                   |           | Serra de Sant Medir | Modifica les dades a Wikidata |
|        | Serra de la Ventosa | Cerdanyola del Vallès                       | serra        |         | 41° 27′ 29″ N, 2° 09′ 17″ E / 41.45813889°N,2.15466667°E 209 msnm   |           | Serra de la Ventosa | Modifica les dades a Wikidata |
|        | Serra de na Joana   | Montcada i Reixac Cerdanyola del Vallès     | serra        |         | 41° 28′ 53″ N, 2° 09′ 26″ E / 41.481303°N,2.15729°E 129 msnm        |           | Serra de na Joana   | Modifica les dades a Wikidata |

## séquia
| imatge | Nom                                | Ubicat a              | instància de | Detalls | coordenades | Protecció                                  | Commons (més fotos) | Dades a WD                    |
| ------ | ---------------------------------- | --------------------- | ------------ | ------- | ----------- | ------------------------------------------ | ------------------- | ----------------------------- |
|        | Sèquia de la riera de Sant Cugat   | Cerdanyola del Vallès | séquia       |         |             | bé integrant del patrimoni cultural català |                     | Modifica les dades a Wikidata |
|        | Sèquia de la riera de Sant Cugat 2 | Cerdanyola del Vallès | séquia       |         |             | bé integrant del patrimoni cultural català |                     | Modifica les dades a Wikidata |

## Misc
| imatge | Nom                                             | Ubicat a | instància de                           | Detalls                                                       | coordenades                                                                               | Protecció                                            | Commons (més fotos)                                  | Dades a WD                    |
| ------ | ----------------------------------------------- | --- | -------------------------------------- | ------------------------------------------------------------- | ----------------------------------------------------------------------------------------- | ---------------------------------------------------- | ---------------------------------------------------- | ----------------------------- |
|        | Campus de Bellaterra                            | Bellaterra | campus                                 | 1968                                                          | 41° 29′ 58″ N, 2° 05′ 46″ E / 41.49934°N,2.09623°E                                        |                                                      | Campus de Bellaterra                                 | Modifica les dades a Wikidata |
|        | Canaletes                                       | Cerdanyola del Vallès                                                                                                   | barri                                  |                                                               | 41° 29′ 03″ N, 2° 09′ 06″ E / 41.484244688256794°N,2.1516680717468266°E                   |                                                      |                                                      | Modifica les dades a Wikidata |
|        | Casa de la Vila de Cerdanyola del Vallès        | Cerdanyola del Vallès                                                                                                   | casa consistorial                      | Arquitecte: Eduard Maria Balcells i Buïgas Estil: noucentisme | 41° 29′ 28″ N, 2° 08′ 26″ E / 41.4911°N,2.14068°E                                         | bé integrant del patrimoni cultural català           | Ajuntament de Cerdanyola del Vallès                  | Modifica les dades a Wikidata |
|        | Castell de Sant Marçal                          | Cerdanyola del Vallès                                                                                                   | castell                                | Estil: historicisme arquitectònic                             | 41° 29′ 32″ N, 2° 06′ 48″ E / 41.49216°N,2.11347°E ca:Prop del camí Can Planas            | bé d'interès cultural bé cultural d'interès nacional | Castell de Sant Marçal                               | Modifica les dades a Wikidata |
|        | Cementiri Municipal de Cerdanyola del Vallès    | Cerdanyola del Vallès                                                                                                   | cementiri                              |                                                               | 41° 29′ 14″ N, 2° 07′ 23″ E / 41.487331°N,2.123033°E 104 msnm                             |                                                      | Cementiri Municipal de Cerdanyola del Vallès         | Modifica les dades a Wikidata |
|        | Forn de calç del torrent de Can Domènec         | Cerdanyola del Vallès                                                                                                   | forn de calç                           | Estil: arquitectura popular                                   |                                                                                           | bé integrant del patrimoni cultural català           |                                                      | Modifica les dades a Wikidata |
|        | Fàbrica d'Uralita                               | Cerdanyola del Vallès Ripollet                                                                                          | edifici industrial                     | Estil: noucentisme                                            | 41° 29′ 46″ N, 2° 08′ 41″ E / 41.495994°N,2.144662°E ca:Carretera de Barcelona, 135       | bé integrant del patrimoni cultural català           | Fàbrica d'Uralita (Cerdanyola del Vallès)            | Modifica les dades a Wikidata |
|        | L'Hortet de l'Autònoma                          | Cerdanyola del Vallès                                                                                                   | jardí                                  |                                                               | 41° 30′ 12″ N, 2° 06′ 02″ E / 41.50331944°N,2.10061111°E                                  |                                                      | L'Hortet de l'Autònoma                               | Modifica les dades a Wikidata |
|        | Palau reial de Valldaura                        | Cerdanyola del Vallès                                                                                                   | palau                                  | Estil: arquitectura popular                                   | 41° 27′ 00″ N, 2° 08′ 00″ E / 41.450134°N,2.133438°E                                      | bé integrant del patrimoni cultural català           | Can Valldaura Nou                                    | Modifica les dades a Wikidata |
|        | Parc del Turonet                                | Cerdanyola del Vallès                                                                                                   | parc                                   |                                                               | 41° 29′ 18″ N, 2° 08′ 45″ E / 41.4882°N,2.1459°E                                          |                                                      |                                                      | Modifica les dades a Wikidata |
|        | Parc natural de Collserola                      | Barcelona Sant Cugat del Vallès Cerdanyola del Vallès Molins de Rei el Papiol Sant Feliu de Llobregat Sant Just Desvern | àrea protegida parc natural            | 2010 2010-10-19 Superfície: 8259 7689.37879ha                 | 41° 25′ 28″ N, 2° 06′ 32″ E / 41.424444°N,2.108889°E Collserola                           |                                                      | Collserola Natural Park                              | Modifica les dades a Wikidata |
|        | Plaça Cívica                                    | Cerdanyola del Vallès                                                                                                   | plaça                                  |                                                               | 41° 30′ 08″ N, 2° 06′ 15″ E / 41.50226°N,2.10422°E Campus de Bellaterra                   |                                                      | Plaça cívica de la Universitat Autònoma de Barcelona | Modifica les dades a Wikidata |
|        | Pont de Cerdanyola del Vallès                   | Cerdanyola del Vallès                                                                                                   | pont                                   | Estil: arquitectura popular 19th century                      | 41° 28′ 48″ N, 2° 08′ 34″ E / 41.479959°N,2.142665°E ca:Camí de Sant Iscle de les Feixes  | bé integrant del patrimoni cultural català           | Pont de Cerdanyola del Vallès                        | Modifica les dades a Wikidata |
|        | Quadra i terme de Valldaura                     | Cerdanyola del Vallès                                                                                                   | ens local històric de Catalunya quadra |                                                               | 41° 26′ 41″ N, 2° 07′ 58″ E / 41.44463333°N,2.13275556°E                                  |                                                      |                                                      | Modifica les dades a Wikidata |
|        | Resclosa del torrent de Can Coll                | Cerdanyola del Vallès                                                                                                   | peixera                                | Estil: arquitectura popular                                   |                                                                                           | bé integrant del patrimoni cultural català           |                                                      | Modifica les dades a Wikidata |
|        | Urbanització del Turó de Sant Pau               | Cerdanyola del Vallès                                                                                                   | urbanització                           |                                                               | 41° 30′ 34″ N, 2° 05′ 52″ E / 41.50938°N,2.09774°E                                        |                                                      | Turó de Sant Pau                                     | Modifica les dades a Wikidata |
|        | antiga bòbila de Can Fatjó                      | Cerdanyola del Vallès                                                                                                   | bòbila edifici                         | Estil: arquitectura popular                                   |                                                                                           | bé integrant del patrimoni cultural català           |                                                      | Modifica les dades a Wikidata |
|        | camí de la Ruta Ho Chi Minh                     | Bellaterra | camí                                   |                                                               | 41° 30′ 04″ N, 2° 05′ 44″ E / 41.501056°N,2.095634°E 158 msnm                             |                                                      | Camí de la Ruta Ho Chi Minh                          | Modifica les dades a Wikidata |
|        | carrer de Sant Ramon                            | Cerdanyola del Vallès                                                                                                   | carrer conjunt urbà                    |                                                               | 41° 29′ 24″ N, 2° 08′ 07″ E / 41.4901008605957°N,2.135241985321045°E ca:Carrer Sant Ramon |                                                      |                                                      | Modifica les dades a Wikidata |
|        | jaciment arqueològic del Torrent de Can Domènec | Cerdanyola del Vallès                                                                                                   | jaciment arqueològic                   |                                                               | 41° 30′ 02″ N, 2° 05′ 37″ E / 41.500432°N,2.093475°E                                      | bé integrant del patrimoni cultural català           |                                                      | Modifica les dades a Wikidata |
|        | línia 7                                         | Cerdanyola del Vallès                                                                                                   | línia de tren de rodalies              | Llarg: 15km                                                   |                                                                                           |                                                      |                                                      | Modifica les dades a Wikidata |
|        | poblat ibèric de Ca n'Oliver                    | Cerdanyola del Vallès                                                                                                   | poblat ibèric jaciment arqueològic     |                                                               | 41° 28′ 48″ N, 2° 08′ 05″ E / 41.48°N,2.13472222°E ca:Turó de Ca n'Oliver                 | bé cultural d'interès nacional                       | Poblat ibèric de Ca n'Oliver                         | Modifica les dades a Wikidata |
|        | safareig al torrent de Can Domènec              | Cerdanyola del Vallès                                                                                                   | safareig                               | Estil: arquitectura popular                                   |                                                                                           | bé integrant del patrimoni cultural català           |                                                      | Modifica les dades a Wikidata |
|        | sínia de Can Fatjó                              | Cerdanyola del Vallès                                                                                                   | sínia                                  | Estil: arquitectura popular                                   |                                                                                           | bé integrant del patrimoni cultural català           |                                                      | Modifica les dades a Wikidata |
|        | túnel d'Horta                                   | Barcelona Horta Cerdanyola del Vallès                                                                                   | túnel                                  |                                                               |                                                                                           |                                                      |                                                      | Modifica les dades a Wikidata |
|        | Àrea de Lleure de Can Coll                      | Cerdanyola del Vallès                                                                                                   | àrea de pícnic                         |                                                               | 41° 28′ 21″ N, 2° 07′ 40″ E / 41.472545228982305°N,2.1278983354568486°E                   |                                                      |                                                      | Modifica les dades a Wikidata |